# Jean-Philippe de Schönborn
Jean-Philippe de Schönborn (en allemand : Johann Philipp von Schönborn), né le 6 août 1605 au château d’Eschbach (aujourd’hui Laubuseschbach) et mort le 12 février 1673 à Wurtzbourg est prince-évêque de Wurtzbourg (1642), de Mayence (1647) et de Worms (1663). Il est surnommé le Salomon allemand ou le Caton d’Allemagne et est parmi les princes-évêques de Mayence les plus célèbres.

## Biographie
Jean-Philippe de Schönborn naît dans la Hesse actuelle dans l’illustre famille de Schönborn. Il est éduqué par les jésuites à Weilbourg, Mayence, Orléans et Sienne. Il devient clerc en 1621 et reçoit les ordres de la prêtrise à la cathédrale de Wurtzbourg avant de devenir chanoine à Wurtzbourg en 1629, puis à la cathédrale de Worms l’année suivante. Il est à Cologne en 1631 au début de la guerre de Trente Ans, lorsque les troupes suédoises envahissent la région.
Lorsqu’il est nommé évêque de Wurtzbourg, le 8 septembre 1642, jour de la fête de la Nativité de la Vierge, Jean-Philippe de Schönborn tente immédiatement de restaurer le prestige du prince-évêque, mis à mal par la guerre. Il négocie avec l’empereur du Saint Empire de réduire les mouvements de troupes dans son diocèse, garantissant ainsi la paix contre l’avancée suédoise se battant contre la France. Cependant son influence est moindre que celle d’autres princes d’Allemagne, et il négocie alors avec les Français selon les dispositions du traité du cardinal Mazarin. Le chapitre de Mayence le choisit comme archevêque en 1647, mais le Saint-Siège met deux ans avant de confirmer son élection à cause de son attitude trop conciliante vis-à-vis des princes protestants. Le commandant français de Mayence Charles-Christophe de Mazancourt envoyé Schönborn symboliquement les clefs de la ville qui ont rejeté cela, cependant, “avec beaucoup de modestie et de prudence”. Il appuie fermement la paix de Westphalie de 1648 qui reconnaît les droits des princes allemands avec la médiation de la France et du Saint Empire et réussit à sauver des diocèses catholiques, comme son propre diocèse, que les Suédois voulaient supprimer.
À partir 1655, Jean-Philippe se lance dans l’agrandissement de toutes les fortifications de Mayence avec bastions à la française. Il tente en vain de s’opposer à l’élection de Léopold Ier comme empereur en 1658, en appuyant les positions du Roi-Soleil. Sous son impulsion, se forme alors la Ligue du Rhin, une union des princes allemands, alliée à la France, destinée à affaiblir les positiions de l'empereur, à maintenir les clauses du traité de Westphalie, et donc à garantir la paix.
Après la guerre de Trente Ans, Jean-Philippe de Schönborn s’emploie à restaurer son autorité et à réformer son État. Il interdit sous l’influence du père de Spée, sj, les chasses aux sorcières prisées par le peuple et fait appliquer les décisions du concile de Trente, en ouvrant par exemple de nouveaux séminaires. Il fait aussi imprimer de nouvelles traductions de la Bible. Il repeuple des villages dévastés par la guerre et la peste et fait construire des orphelinats.
Mgr de Schönborn est choisi comme évêque de Worms en 1663 et applique ici aussi de nouvelles réformes.
Il meurt à Wurtzbourg, sa résidence préférée, en 1673 et est enterré dans le chœur de la Cathédrale Saint-Martin de Mayence, qu’il avait restauré.